# Emin Ağalarov
Emin Araz oğlu Ağalarov, även känd under artistnamnet Emin, född 12 december 1979 i Baku, är en azerisk singer-songwriter och affärsman.
Ağalarov blev känd då hans debutalbum Still såldes i över 100 000 exemplar världen över. År 2010 släppte han albumet Wonder i Storbritannien.
Han är son till Araz Ağalarov, en azerisk-rysk miljardär , och Irina Ağalarova. Han var gift med Leyla Äliyeva, dotter till Azerbajdzjans president Ilham Alijev, mellan 2006 och 2015. Tillsammans med Äliyeva har Ağalarov två söner.

## Diskografi

### Album
- 2006: Still
- 2007: Incredible
- 2008: Obsession
- 2009: Devotion
- 2010: Wonder
- 2012: After the Thunder
- 2014: Amor

### Fotnoter
1. ↑  Популярный азербайджанский певец и композитор Эмин Агаларов 22 июля даст концерт в Лондоне. - Mediafax
2. ↑  ”Emin Ağalarovun albomu City Beat radiosunda lider oldu”. Arkiverad från originalet den 23 januari 2012. https://web.archive.org/web/20120123042006/http://qala.tv/emin-agalarovun-albomu-city-beat-radiosunda-lider-oldu/. Läst 16 april 2012.
3. ↑  "A Concert Full of Surprises" - regionplus article Arkiverad 20 december 2011 hämtat från the Wayback Machine.
4. ↑  Neil Smith (1 mars 2011). ”Emin: a singer with connections”. BBC News. http://www.bbc.co.uk/news/entertainment-arts-12481714.
5. ↑  Levine, Daniel S. ”Emin Agalarov: 5 fast facts you need to know”. Heavy.com. Arkiverad från originalet den 16 oktober 2018. https://web.archive.org/web/20181016032856/https://heavy.com/news/2017/07/emin-agalarov-trump-jr-email-bio-age-russia-rob-goldstein/. Läst 15 oktober 2018.